# SuperLiga Norte-Americana 2010
SuperLiga Norte-Americana 2010 foi a quarta edição da Superliga Norte-Americana, e teve como campeão o Monarcas Morelia do México. O vice campeão foi o New England revolution